# The Best of Bowie
Ne doit pas être confondu avec Best of Bowie.
Albums de David Bowie
Scary Monsters (and Super Creeps)
(1980) ChangesTwoBowie
(1981)
The Best of Bowie est une compilation de David Bowie parue en décembre 1980.

## Histoire
The Best of Bowie est édité par K-tel (en), une entreprise spécialisée dans la publication de compilations. Elle rassemble seize titres du chanteur enregistrés entre 1969 et 1979, dont le point commun est d'être apparus dans le hit-parade britannique, à l'exception de la version live de Breaking Glass, insérée à la dernière minute pour remplacer Drive-In Saturday, cette dernière restant mentionnée sur la pochette. Certaines chansons apparaissent dans leurs versions éditées en single, tandis que deux d'entre elles, Life on Mars? et Diamond Dogs, ont été raccourcies spécifiquement pour cette compilation. Sa pochette s'inspire de celle du single Fashion, sorti au mois d'octobre.
Cet album rencontre un franc succès commercial à sa sortie, se classant no 3 des ventes au Royaume-Uni. Dans sa critique pour le site AllMusic, Dave Connolly compare favorablement The Best of Bowie à ChangesOneBowie et ChangesTwoBowie, les deux compilations officielles publiées par RCA Records en 1976 et 1981 : il considère que celle de K-Tel est plus représentative de l'œuvre du chanteur et plus complète.

## Titres
Toutes les chansons sont écrites et composées par David Bowie, sauf mention contraire.
| 1. | Space Oddity                                    |                                                 | 5:07 |
| 2. | Life on Mars? (version K-tel)                   |                                                 | 3:34 |
| 3. | Starman                                         |                                                 | 4:07 |
| 4. | Rock 'n' Roll Suicide                           |                                                 | 2:56 |
| 5. | John, I'm Only Dancing (version avec saxophone) |                                                 | 2:37 |
| 6. | The Jean Genie                                  |                                                 | 4:03 |
| 7. | Breaking Glass (version en concert de Stage)    | David Bowie, Dennis Davis, George Murray        | 3:27 |
| 8. | Sorrow                                          | Bob Feldman, Jerry Goldstein, Richard Gottehrer | 2:51 |

| 9.  | Diamond Dogs (version K-tel)  |                                         | 4:36 |
| 10. | Young Americans               |                                         | 5:05 |
| 11. | Fame (version single)         | David Bowie, John Lennon, Carlos Alomar | 3:25 |
| 12. | Golden Years (version single) |                                         | 3:20 |
| 13. | TVC 15 (version single)       |                                         | 3:28 |
| 14. | Sound and Vision              |                                         | 3:00 |
| 15. | "Heroes" (version single)     | David Bowie, Brian Eno                  | 3:26 |
| 16. | Boys Keep Swinging            | David Bowie, Brian Eno                  | 3:15 |